# Упорова, Анна Георгиевна
Анна Георгиевна Упорова (3 (16) июня 1908 года — 26 августа 1990 года) — председатель исполкома Молотовского (Пермского) городского Совета рабочих и крестьянских депутатов с апреля 1941 по апрель 1943 года, единственная в истории города женщина на этом посту.
Когда началась Великая Отечественная война, Пермская область стала одним из основных регионов, принимавших эвакуированное население и предприятия. В области было переведено 124 промышленных предприятия, из них в Перми было размещено 64. Возглавляя город в этот период, Анна Георгиевна Упорова решала вопросы строительства новых зданий для эвакуированных предприятий и связанных с этим проблемы инфраструктуры — нехватку жилья, транспорта, мощностей водопровода и электричества. В эти годы вокруг предприятий были созданы рабочие посёлки (теперь — микрорайоны города Перми): Краснова, Крохалева, Владимирский.